# کریدئیا
کریدئیا (به لاتین: Krideia) یک منطقهٔ مسکونی در قبرس شمالی است که در ناحیه اسکله واقع شده‌است. کریدئیا ۱۷۲ نفر جمعیت دارد.